# Random Album Title
Albums de deadmau5
Vexillology
(2006) For Lack of a Better Name
(2009)
Singles
1. Faxing Berlin
Sortie : 25 octobre 2006
2. Not Exactly
Sortie : 2 août 2007
3. I Remember
Sortie : 13 décembre 2007
4. Arguru
Sortie : 7 avril 2008

Random Album Title est le troisième album studio de deadmau5, sorti sous les labels Ultra Records et Ministry of Sound en 2008. Il s'agit d'un album de musique électronique, plus particulièrement de house progressive. L'album inclut des réalisations sorties en single telles que Faxing Berlin ou Not Exactly ou encore la coréalisation avec Kaskade I Remember.
Il est sorti pour la première fois en Irlande le 3 octobre 2008 et au Royaume-Uni le 6 octobre 2008. Aux États-Unis et au Canada, il existe deux versions de l'album, Unmixed (non-mixé) et Mixed (mixé). Sa sortie numérique s'est faite le 2 septembre 2008 (notamment sur Beatport.com ou iTunes) avant que l'album ne sorte sous sa forme physique dans le monde entier le 4 novembre 2008

## Liste des titres
| 1.  | Sometimes Things Get, Whatever         | 7:15  |
| 2.  | Complications                          | 5:31  |
| 3.  | Slip                                   | 6:44  |
| 4.  | Some Kind of Blue                      | 6:19  |
| 5.  | Brazil                                 | 5:33  |
| 6.  | Alone With You                         | 7:30  |
| 7.  | I Remember                             | 9:07  |
| 8.  | Faxing Berlin (Piano Acoustic Version) | 1:39  |
| 9.  | Faxing Berlin                          | 2:36  |
| 10. | Not Exactly                            | 10:00 |
| 11. | Arguru                                 | 5:30  |
| 12. | So There I Was                         | 6:49  |

| 1.  | Sometimes Things Get, Whatever         | 7:15  |
| 2.  | Complications                          | 5:31  |
| 3.  | Slip                                   | 6:44  |
| 4.  | Some Kind of Blue                      | 6:19  |
| 5.  | Brazil                                 | 5:33  |
| 6.  | Alone With You                         | 7:30  |
| 7.  | I Remember                             | 9:07  |
| 8.  | Faxing Berlin (Piano Acoustic Version) | 1:39  |
| 9.  | Faxing Berlin                          | 2:36  |
| 10. | Not Exactly                            | 10:00 |
| 11. | Arguru                                 | 5:30  |
| 12. | So There I Was                         | 6:49  |

| 1.  | Sometimes Things Get, Whatever | 8:20 |
| 2.  | Complications                  | 9:52 |
| 3.  | Slip                           | 7:43 |
| 4.  | Some Kind of Blue              | 7:59 |
| 5.  | Brazil (Second Edit)           | 6:37 |
| 6.  | Alone With You                 | 8:11 |
| 7.  | I Remember (Vocal Mix)         | 9:53 |
| 8.  | Faxing Berlin                  | 8:41 |
| 9.  | Not Exactly                    | 9:15 |
| 10. | So There I Was                 | 6:45 |